# William Brickell
Pour les articles homonymes, voir Brickell.
William Brickell, né le 22 mai 1817 et mort le 14 janvier 1908 est avec Julia Tuttle, l'un des cofondateurs de la ville de Miami en Floride.

## Biographie
William Brickell et sa femme Mary arrivent en Floride du sud depuis leur ville de Cleveland (Ohio) en 1871. Avec leur famille, ils établissent un bureau de poste et de change au sud de la Miami River près du site de Fort Dallas.
La famille Brickell possède un grand ensemble de terrains s'étendant de Coconut Grove jusqu'à la Miami River. Leur voisine, Julia Tuttle, également originaire de Cleveland, aurait attiré l'attention du magnat des chemins de fer et de l'hôtellerie de la côte est de la Floride, Henry Morrison Flagler, pour étendre ses intérêts dans la région. Brickell et Tuttle ont tous deux apporté des terrains au Florida East Coast Railway, construit par Flagler, ce qui a favorisé la croissance et le développement de la région et a permis de mettre Miami en évidence.
Après la mort de William Brickell, sa veuve, Mary Brickell, devient l'une des promotrices et gestionnaires immobilières les plus en vue de la ville.
À leur mort, William et Mary Brickell furent enterrés dans leur propriété située au 501 Brickell Avenue, Miami, mais en 1946 leur fille Maud Brickell décida de déplacer leurs dépouilles dans le cimetière Woodlawn Park Cemetery and Mausoleum (aujourd'hui Caballero Rivero Woodlawn North Park Cemetery and Mausoleum).

## Voir également
- Brickell (Miami)
- Brickell Avenue

## Crédit d'auteurs
- (en) Cet article est partiellement ou en totalité issu de l’article de Wikipédia en anglais intitulé « William Brickell » (voir la liste des auteurs).